# Jezioro Probarskie
Jezioro Probarskie (niem. Proberg See) – jezioro w Polsce, w województwie warmińsko-mazurskim, w powiecie mrągowskim, w gminie Mrągowo.

## Położenie i charakterystyka
Jezioro leży na Pojezierzu Mrągowskim, natomiast w regionalizacji przyrodniczo-leśnej – w mezoregionie Pojezierza Mrągowskiego, w dorzeczu Dejna–Guber–Łyna–Pregoła. Znajduje się 6 km w kierunku południowo-wschodnim od Mrągowa. Nad jego brzegami leżą: Kosewo (północny wschód), Probark Mały (północny zachód) i Probark (zachód). W pobliżu północnych brzegów przebiega droga krajowa nr 16. W sąsiedztwie znajdują się inne jeziora: Juksty na północy, Kuc na wschodzie i Jezioro Zjadłe na południowym wschodzie.
Linia brzegowa rozwinięta. Dno muliste i urozmaicone, z wieloma głęboczkami. Ławica piaszczysta, łagodna, miejscami stroma. W południowo-wschodniej części akwenu płaska wyspa o powierzchni ok. 0,3 ha. Brzegi w większości wysokie, gdzieniegdzie strome. W otoczeniu znajdują się pola, łąki i pastwiska, a na południowym wschodzie – lasy.
Zgodnie z typologią abiotyczną zbiornik wodny został sklasyfikowany jako jezioro o wysokiej zawartości wapnia, o dużym wypływie zlewni, stratyfikowane, leżące na obszarze Nizin Wschodniobałtycko-Białoruskich (6a). Jest jednolitą częścią wód Probarskie o kodzie PLLW30496.
Według typologii rybackiej zalicza się do jezior sielawowych.
Jezioro leży na terenie obwodu rybackiego jeziora Juksty w zlewni rzeki Łyna – nr 57.

## Morfometria
Według danych Instytutu Rybactwa Śródlądowego powierzchnia zwierciadła wody jeziora wynosi 206,9 ha (lub 201,4 ha). Średnia głębokość zbiornika wodnego to 9,2 m, a maksymalna – 31,0 m. Lustro wody znajduje się na wysokości 138,7 m n.p.m. Objętość jeziora wynosi 18 571,8 tys. m³. Maksymalna długość jeziora to 2400 m, a szerokość 1400 m. Długość linii brzegowej wynosi 9470 m.
Inne dane uzyskano natomiast poprzez planimetrię jeziora na mapach w skali 1:50 000 opracowanych w Państwowym Układzie Współrzędnych 1965, zgodnie z poziomem odniesienia Kronsztadt. Otrzymana w ten sposób powierzchnia zbiornika wodnego to 186,0 ha, a wysokość bezwzględna lustra wody to 138,5 m n.p.m.

## Przyroda
W skład rybostanu wchodzą m.in. szczupak, płoć, węgorz, okoń, sielawa i leszcz. Wśród niezbyt bogatej roślinności przybrzeżnej dominuje trzcina i pałka. Wśród bogatej roślinności zanurzonej, szczególnie obfitej na południu, przeważają rogatek, moczarka i ramienice.
Zgodnie z badaniem z 2004 akwenowi przyznano I klasę czystości. W 2011 stan ekologiczny wód i stan chemiczny wód oceniono jako dobre, co oznacza II klasę jakości wód.
Jezioro leży na terenie otuliny Mazurskiego Parku Krajobrazowego, Obszaru Chronionego Krajobrazu Otuliny Mazurskiego Parku Krajobrazowego – Zachód, a także obszaru Natura 2000: PLB280008 Puszcza Piska.